# Icerya palmeri
Icerya palmeri är en insektsart som beskrevs av Riley 1890. Icerya palmeri ingår i släktet Icerya och familjen pärlsköldlöss. Inga underarter finns listade i Catalogue of Life.